# Divisiones Regionales de Fútbol
A Divisiones Regionales de Fútbol kifejezés a spanyol labdarúgásban a Tercera Divisiónnál, tehát a negyedosztálynál alacsonyabb labdarúgó-bajnokságokra vonatkozik. Minden autonóm közösségben van egy bajnokság, nagyobb területeken azonban, mint Katalónia vagy Andalúzia, Aragónia, öt osztályban szerepelhetnek a csapatok, valamint egy-egy nagyobb autonóm közösségen belül akár több kisebb régiónak is lehet saját első, másod- és harmadosztálya. Magyar megfelelője a megyei bajnokság, azonban itt még „megyei” ötödosztály is található.

## A bajnokságok
| Autonóm közösség               | Első osztály (ötödosztály)                                                        | Másodosztály (hatodosztály)                                                                   | Harmadosztály (hetedosztály)                                                             | Negyedosztály (nyolcadosztály)   | Ötödosztály (kilencedosztály)    |
| ------------------------------ | --------------------------------------------------------------------------------- | --------------------------------------------------------------------------------------------- | ---------------------------------------------------------------------------------------- | -------------------------------- | -------------------------------- |
| Galicia                        | Preferente Autonómica - Group North - Group South                                 | Primeira Autonómica (4 csoport)                                                               | Segunda Autonómica (11 csoport)                                                          | Terceira Autonómica (21 csoport) |                                  |
| Asztúria                       | Regional Preferente - Regional Preferente                                         | Primera Regional (2 csoport)                                                                  | Segunda Regional (4 csoport)                                                             |                                  |                                  |
| Kantábria                      | Regional Preferente                                                               | Primera Regional                                                                              | Segunda Regional (2 csoport)                                                             |                                  |                                  |
| Baszkföld (Vizcaya)            | División de Honor                                                                 | Territorial Preferente                                                                        | Territorial Primera (2 csoport)                                                          | Territorial Segunda (4 csoport)  |                                  |
| Baszkföld (Álava)              | Regional Preferente                                                               | Primera Regional                                                                              |                                                                                          |                                  |                                  |
| Baszkföld (Guipúzcoa)          | Preferente                                                                        | Primera Regional (2 csoport)                                                                  | Segunda Regional (4 csoport)                                                             |                                  |                                  |
| Katalónia                      | Primera Catalana                                                                  | Territorial Preferente (2 csoport)                                                            | Primera Territorial (6 csoport)                                                          | Segona Territorial (18 csoport)  | Tercera Territorial (31 csoport) |
| Valencia                       | Regional Preferent - Group 1 - Group 2 - Group 3 - Group 4                        | Primera Regional (7 csoport)                                                                  | Segona Regional (14 csoport)                                                             |                                  |                                  |
| Madrid                         | Preferente Aficionados - Group 1 - Group 2                                        | Primera Aficionados (4 csoport)                                                               | Segunda Aficionados (8 csoport)                                                          | Tercera Aficionados (11 csoport) |                                  |
| Kasztília és León              | Primera División Regional - Group A - Group B                                     | Primera División Provincial (11 csoport)                                                      | Segunda División Provincial (3 csoport)                                                  |                                  |                                  |
| Andalúzia                      | Primera Andaluza - Cádiz-Huelva - Córdoba-Sevilla - Jaén-Málaga - Almería-Granada | Regional Preferente (8 csoport)                                                               | Primera Provincial (15 csoport)                                                          | Segunda Provincial (6 csoport)   | Tercera Provincial (2 csoport)   |
| Baleár-szigetek                | - Preferente de Mallorca - Preferente de Menorca - Regional de Ibiza y Formentera | Primera Regional                                                                              | Segunda Regional                                                                         | Tercera Regional (2 csoport)     |                                  |
| Kanári-szigetek (Gran Canaria) | Preferente - Las Palmas                                                           | Primera Regional Gran Canaria (2 csoport) - 1ª Regional Fuerteventura - 1ª Regional Lanzarote | Segunda Regional Gran Canaria (3 csoport)                                                |                                  |                                  |
| Kanári-szigetek (Tenerife)     | Preferente - Tenerife                                                             | Primera Interinsular (2 csoport) - Primera Insular La Palma                                   | Segunda Interinsular (2 csoport) - Segunda Insular-El Hierro - Segunda Insular-La Gomera |                                  |                                  |
| Murcia tartomány               | Territorial Preferente                                                            | Liga Autonómica                                                                               | Primera Territorial                                                                      |                                  |                                  |
| Extremadura                    | Regional Preferente - Group 1 - Group 2                                           | Primera Regional (4 csoport)                                                                  |                                                                                          |                                  |                                  |
| Navarra                        | Regional Preferente de Navarra - Group 1 - Group 2                                | Primera Regional (6 csoport)                                                                  |                                                                                          |                                  |                                  |
| La Rioja                       | Regional Preferente                                                               |                                                                                               |                                                                                          |                                  |                                  |
| Aragónia                       | Regional Preferente - Group 1 - Group 2                                           | Primera Regional (4 csoport)                                                                  | Segunda Regional (5 csoport)                                                             | Segunda Regional B               | Tercera Regional (3 csoport)     |
| Kasztília-La Mancha            | Primera División Preferente - Group 1 - Group 2                                   | Primera División Autonómica (4 csoport)                                                       | Segunda División Autonómica (6 csoport)                                                  |                                  |                                  |
| Ceuta                          | Regional Preferente                                                               |                                                                                               |                                                                                          |                                  |                                  |
| Melilla                        | Primera Autonómica                                                                |                                                                                               |                                                                                          |                                  |                                  |

## Külső hivatkozások
- A legmagasabb osztályok a Futbolme.com oldalán
- Areferegional